# Agence des participations de l'État
Pour les articles homonymes, voir APE.
 (mars 2023).
L'Agence des participations de l'État (APE), créée en 2004, est une administration publique nationale française. L'agence exerce, en veillant aux intérêts patrimoniaux de l'État, la mission de l'État actionnaire dans les entreprises et organismes contrôlés ou détenus, majoritairement ou non, directement ou indirectement, par l'État.

## Historique
L'Agence des participations de l'État est un service à compétence nationale créé en septembre 2004. La création de l’Agence répondait à la nécessité de clarifier le rôle d’actionnaire de l’État et de la promotion de ses intérêts patrimoniaux à côté des fonctions régulatrices, de prélèvement d’impôts, de tutelle sectorielle, d’acheteur que l’État exerce.
Cette première étape a doté l’État d’une structure incarnant et exerçant exclusivement son rôle d’actionnaire. La seconde étape a consisté à doter l’APE d’une plus grande autonomie. La nomination d’un Commissaire aux participations de l’État rattaché directement au ministre chargé de l’Économie, a complété le dispositif. Depuis mai 2017, l’APE est sous l’autorité du ministre de l’Économie et des Finances. Elle compte 83 entreprises dans son portefeuille.
Depuis 2001, l'activité de l'État actionnaire est retracée chaque année dans un rapport annexé au projet de loi de finances.

### Opérations
Les principales opérations conduites par l'agence ont été :
- 2003
  - Rapprochement d’Air France et de KLM
  - Transformation en société anonyme de DCN en 2003, devenu Naval Group en 2017
- 2004
  - Transformation en société anonyme de France Télécom en 2004, devenu Orange en 2006
- 2005
  - Fusion entre SNECMA et SAGEM qui a donné Safran
  - Ouverture du capital d’EDF avec près de 5 millions d’ordres de souscriptions de particuliers
  - Introduction en bourse de Gaz de France et son entrée au CAC 40
  - Transformation en société anonyme d'ADP
- 2006
  - Ouverture du capital et introduction en bourse d’Aéroports de Paris en 2006, devenu Groupe ADP, avec 2,6 millions d’ordres
  - Cession de la Société des autoroutes du Nord et de l'Est de la France, Autoroutes Paris-Rhin-Rhône et Autoroutes du Sud de la France
- 2007
  - Entrée de Thales au capital de DCN, devenu Naval Group en 2017
- 2008
  - Fusion entre Gaz de France et Suez pour créer le groupe GDF-Suez, devenu Engie en 2015
- 2010
  - Rapprochement des deux sociétés de gestion et d'exploitation de tunnels SFTRF et ATMB
  - Transformation en société anonyme de La Poste
- 2012
  - Recapitalisation de Dexia
- 2013
  - Reprise de la dette de l’EPFR contractée vis-à-vis du Crédit Lyonnais
  - Création de la Banque publique d'investissement (BPI)
- 2014
  - Prise de participation dans PSA Peugeot Citroën
  - Prise de participation dans l'aéroport Marseille-Provence
- 2015
  - Refondation de la filière nucléaire entamée avec EDF et Areva, devenu Orano en 2018
  - Restructuration du secteur armement terrestre avec le rapprochement de Nexter et KNW pour former KNDS
- 2017
  - Rapprochement entre Safran et Zodiac Aerospace
  - Nationalisation provisoire des Chantiers de l'Atlantique de Saint-Nazaire
- 2018
  - Réforme de l’audiovisuel public
  - Nouveau Pacte ferroviaire
- 2019
  - Privatisation de la Française des jeux (FDJ)

- 2020
  - Cession par l’État de 7,6 % de La Poste à la Caisse des dépôts et consignations
  - Cession de 75 % du capital de SFIL pour 300 millions d'euros
  - Augmentation de capital de la SNCF pour 4,05Md€
  - Prêt direct de l’État français de 3 milliards d'euros à Air France-KLM
- 2021
  - Fusion des trois ports de l’axe Seine (Le Havre, Rouen, Paris) en un établissement unique, le Grand port fluvio-maritime de l’Axe Seine, dénommé HAROPA Port.
- 2022
  - Augmentation de capital d’EDF et annonce de l’offre publique d’achat simplifiée[4] sur l’intégralité du capital d’EDF
- 2024
  - Rachat par EDF des activités hors-Amériques (Arabelle Solutions) de GE Steam Power à General Electric
  - Offre sur les activités souveraines dont notamment les supercalcultateurs d'Atos[5]
  - Prise de participation à hauteur de 80% dans Alcatel Submarine Networks (ASN)

## Missions
Les quatre missions de l'agence sont les suivantes : Favoriser la performance économique des entreprises, leur rentabilité et leur valorisation à long terme ; Agir en actionnaire avisé dans les instances de gouvernance des entreprises ; Gérer le portefeuille de participations à travers les opérations d'acquisitions, de cessions ou de rapprochements actionnariaux ; Promouvoir l'exemplarité et la responsabilité sociale et environnementale des entreprises[réf. nécessaire].
L'agence exerce les responsabilités habituelles des actionnaires. En particulier, les membres de l'agence représentent l'État lors des conseils d'administration. L'agence « s'assure d'un niveau de contrôle suffisant dans des entreprises intervenant dans des secteurs particulièrement sensibles en matière de souveraineté ». Elle fait respecter des décisions politiques dans la gouvernance des entreprises, comme la féminisation, et la rémunération des dirigeants.
Depuis 2017, l'agence a révisé sa doctrine actionnariale. Désormais, l’État a vocation à être actionnaire de trois types d’entreprises : les entreprises stratégiques qui contribuent à la souveraineté (défense et nucléaire), les entreprises participant à des missions de service public ou d’intérêt général national ou local pour lesquelles la régulation serait insuffisante pour préserver les intérêts publics et assurer les missions de service public, les entreprises en difficulté dont la disparition pourrait entraîner un risque systémique.
Les crises engendrées par la pandémie de Covid-19 et la guerre russe en Ukraine — et les questions de souveraineté qu’elles ont soulevées — ont poussé à réévaluer la doctrine d’investissement de l’État actionnaire au regard de quatre facteurs :
- la nécessité de continuer à soutenir des entreprises frappées par la crise
- la prise en compte de la souveraineté économique et des besoins liés à la réindustrialisation du pays
- les exigences environnementales qui accélèrent considérablement la transformation des modèles économiques
- la disruption numérique et technologique qui bouleverse également profondément

## Direction
Les directeurs successifs ont été (ordre chronologique) :
- Denis Samuel-Lajeunesse, nommé directeur général de l'agence des participations de l'État le 15 septembre 2004[10]
- Bruno Bézard, nommé directeur général de l'agence des participations de l'État le 26 février 2007[11]
- Jean-Dominique Comolli, nommé commissaire aux participations de l'État le 15 septembre 2010[12]
- David Azéma, nommé commissaire aux participations de l'État le 1er septembre 2012[13] avant son départ pour la branche banque d'investissement de la Bank of America -Merrill Lynch[14]
- Régis Turrini, nommé commissaire aux participations de l'État le 1er septembre 2014[15], avant son départ chez Altice SFR en 2016, puis en 2019 pour les activités d'investissement de la banque UBS en France[16]
- Martin Vial, nommé commissaire aux participations de l'État le 24 août 2015
- Alexis Zajdenweber, nommé commissaire aux participations de l'État le 14 septembre 2022[17]

Pour l’exercice de ses missions, l’APE dispose d’une équipe resserrée de 55 personnes, majoritairement fonctionnaires. Au 1er juillet 2022, elle compte 26 cadres dirigeants et chargés de participations (Direction générale et directions de participations) traditionnellement issus de corps d’ingénieurs (48 %), mais également, dans un souci de diversification des profils, issus d’autres corps (administrateurs de l'État, fonctionnaires issus d’autres corps - Conseil d’État et Cour des comptes) ou des contractuels.
Les pôles d’expertise (financier, juridique, audit et comptabilité et communication), les fonctions supports ainsi que les secrétariats emploient 29 personnes.

## Participations
Issu d'une stratification historique, les 83 entreprises relevant de périmètre de l'agence représentent à la fois des secteurs variés (services et finances, énergie, transports, industrie) et des statuts multiples (sociétés anonymes dans la majorité des cas comme la SNCF, mais également des établissements publics à caractère industriel et commercial (EPIC) et des EPAN comme le "Fonds pour le développement d’une politique intermodale des transports dans le massif alpin", ainsi d'autres types d'établissements publics).
L’État dispose d’une participation majoritaire ou minoritaire dans les entités relevant du périmètre de l'agence. Ces entreprises relèvent de plusieurs secteurs :

### Énergie
- Électricité de France (EDF)
- Engie (anciennement GDF Suez)
- Eramet
- Laboratoire français du fractionnement et des biotechnologies (LFB)
- Orano

### Industrie
- Airbus Group SE
- Arabelle Solutions (ex-GEAST)
- Chantiers de l’Atlantique
- Civipol
- Dassault Aviation
- Défense conseil international (DCI)
- KNDS NV
  - GIAT Industries
- Monnaie de Paris
- Naval Group (anciennement Direction des constructions navales)
- Odas
- Renault SA
- Safran
- Société nationale des poudres et des explosifs (SNPE)
- SOGEPA
- Sofema
- TechnicAtome
- Thales

### Transports

#### Secteur aérien
- Aéroport de Bordeaux-Mérignac
- Aéroport de La Réunion-Roland-Garros
- Aéroport Marseille-Provence
- Aéroport de Montpellier-Méditerranée
- Aéroport de Strasbourg-Entzheim
- Aéroport de Toulouse-Blagnac
- Aéroport international de Martinique-Aimé-Césaire
- Groupe ADP (anciennement Aéroports de Paris)
- Air France-KLM
- Société aéroportuaire de Guadeloupe Pôle Caraïbes

#### Transport routier
- Caisse nationale des autoroutes (CNA)
- Fonds pour le développement d’une politique intermodale des transports dans le massif alpin (principalement routier)
- Autoroutes et tunnel du Mont-Blanc (ATMB)
- Société française du tunnel routier du Fréjus (SFTRF)
- Société des autoroutes Rhône-Alpes (AREA)

#### Transport maritime
- Grand port maritime de Bordeaux
- Grand port maritime de Dunkerque
- Grand port maritime de la Guadeloupe
- Grand port maritime de la Guyane
- Grand port maritime de la Martinique
- Grand port maritime de La Réunion
- Grand port maritime de La Rochelle
- Grand port maritime de Marseille
- Grand port maritime de Nantes-Saint-Nazaire
- Grand port fluvio-maritime de l’axe Seine (HAROPA Port)

- Société internationale de la Moselle (SIM)
- Compagnie générale maritime et financière (CGMF)

#### Transport ferré
- Régie autonome des transports parisiens (RATP)
- Société nationale des chemins de fer français (SNCF)
- Société nationale des chemins de fer luxembourgeois (CFL) (en propriété conjointe avec les États belges et luxembourgeois)

### Services et Finance
- Arte France
- Bpifrance EPIC
- Casino d’Aix-les-Bains
- Consortium de réalisation (CDR)
- Dexia
- France Médias Monde (TV5 Monde, RFI, France 24, Monte Carlo Doualiya)
- France Télévisions
- IN Groupe
- Française des jeux (FDJ)
- La Poste
- Orange (anciennement France Télécom)
- Radio France
- Semmaris
- Société de prise de participation de l'État (SPPE)
- Société pour le logement intermédiaire (SLI)

## Entités dans lesquelles l’État détient une seule action
- Adit
- Airbus Defence and Space Holding France SAS
- Airbus DS Geo
- ArianeGroup SAS
- Aubert & Duval[19]
- Bpifrance SA
- Compagnie industrielle des lasers (CILAS)[20]
- GEAST
- Nexter systems
- Safran Ceramics
- Société nationale maritime Corse Méditerranée (SNCM)
- Société de financement local (SFIL)
- Solinter holding
- TSA

## Communication

### Identité visuelle

Logo entre 2004 et 2014.
Logo depuis 2014.